# Hilde Doleschell
Hilde Doleschell (* 21. Februar 1915 in Reichenberg, Böhmen als Hilde Walterová; † 19. April 2013 in Guelph, Ontario, Kanada) war Skirennläuferin, Tennis- und Hockeyspielerin. Bis 1936 startete sie für ihr Heimatland Tschechoslowakei, ab 1936/37 unter dem Namen Hilde Walter für Österreich, wo sie seit 1922 lebte, und während der Zeit des Nationalsozialismus ab 1938/39 für das Deutsche Reich. Zu ihren größten Erfolgen im Alpinen Skisport zählen zwei Abfahrtssiege in Kitzbühel (Hahnenkammrennen) und St. Anton am Arlberg, der Sieg in der deutschen Abfahrtsmeisterschaft 1941 und die Teilnahme an den Olympischen Winterspielen 1936 sowie den Weltmeisterschaften 1938. 1941 Als Mittelstürmerin der Mannschaft des Wiener AC wurde sie 1941 Deutsche Vizemeisterin im Hockey. Im Tennis wurde sie 1943 Deutsche Meisterin und von 1946 bis 1948 dreimal Österreichische Meisterin im Einzel. Mehrmals nahm sie an den French Open und den Wimbledon Championships teil. 1950 wanderte sie nach Kanada aus und war auch dort noch im Tennis erfolgreich. 1957 gewann sie die Canadian Championships im Doppel.

## Biografie
Hilde Walterová wurde in Reichenberg geboren und übersiedelte 1922 mit ihren Eltern in die österreichische Bundeshauptstadt Wien. In ihrer Jugend war sie sportlich äußerst vielseitig aktiv. Sie feierte Siege im Dressurreiten und Voltigieren, gewann im Tennis mehrere nationale Nachwuchstitel und war auch eine gute Leichtathletin, Tischtennis- und Hockeyspielerin. Zu Beginn der 1930er-Jahre begann sie auch intensiv mit dem Alpinen Skisport. Obwohl sie zunächst noch keine internationalen Erfolge vorweisen konnte, nahm sie 1936 für die Tschechoslowakei an den Olympischen Winterspielen in Garmisch-Partenkirchen teil. Dort erzielte sie den 17. Platz in der Abfahrt, wurde im Slalom aber disqualifiziert, weshalb sie in der Kombination ohne Ergebnis blieb.
Ab dem Winter 1936/37 startete sie als Hilde Walter für den Österreichischen Skiverband (ÖSV). Sie erreichte mit dem zweiten Platz im Riesenslalom von Davos ihr erstes Spitzenergebnis und sicherte sich nach weiteren Top-10-Ergebnissen bei den Rennen um das Weiße Band in St. Moritz 1938 einen Startplatz für die Weltmeisterschaften in Engelberg. Dort erzielte sie mit Platz 15 in der Abfahrt und jeweils Rang 16 in Slalom und Kombination Platzierungen im Mittelfeld. Nach dem Anschluss Österreichs war sie Teil des deutschen Skiteams. Für die Weltmeisterschaften 1939 konnte sie sich zwar nicht qualifizieren, doch fünf Wochen nach der versäumten WM bewies sie bei den „1. Großdeutschen Abfahrts- und Torlaufmeisterschaften“ in Kitzbühel mit Rang drei in Slalom und Kombination sowie Platz vier in der Abfahrt, dass sie auch an die Leistungen der starken deutschen Läuferinnen herankam. Im März 1939 erreichte sie bei den Rennen um den Tschammer-Pokal in St. Anton jeweils den dritten Platz in Slalom, Abfahrt und Kombination.
Im November 1939 heiratete sie den Bäckermeister Fritz Doleschell und startete von nun an unter dem Namen Hilde Doleschell. Im Winter 1940 erreichte sie einen zweiten Platz im Riesenslalom von Garmisch-Partenkirchen und bei den deutschen Meisterschaften 1940, die im März in St. Anton ausgetragen wurden, wie im Vorjahr zwei dritte Plätze im Slalom und in der Kombination. Trotz dieser Ergebnisse konnte sich Doleschell auch für die – später annullierte – Weltmeisterschaften 1941 nicht qualifizieren. Danach zeigte sie aber wieder ihre Stärke, als sie zeitgleich mit Rosemarie Proxauf die deutsche Abfahrtsmeisterschaft in Garmisch-Partenkirchen gewann. Im Slalom kam sie diesmal auf den fünften Platz, womit sie in der Kombination Zweite wurde.
In den nächsten Jahren kam der Skisport wegen des Zweiten Weltkrieges weitgehend zum Erliegen und Hilde Doleschell sorgte im Tennis für Schlagzeilen. Am 8. August 1943 gewann sie in Braunschweig die deutsche Meisterschaft im Einzel durch einen Zweisatzsieg über Inge Hartelt. Nach Kriegsende wurde sie von 1946 bis 1948 dreimal in Folge Österreichische Meisterin im Einzel. 1948 war sie auch am Länderspielsieg gegen Italien beteiligt. Zudem nahm sie von 1947 bis 1949 an den Wimbledon Championships und 1948 an den French Open teil. Zur selben Zeit gelang ihr auch ein Comeback im Skisport. Im März 1947 gewann sie in Kitzbühel die Abfahrt des Hahnenkammrennens, in Slalom und Kombination wurde sie jeweils Dritte. In einer ÖSV-internen Ausscheidung für die Olympischen Winterspiele 1948 unterlag sie jedoch den jüngeren Läuferinnen. Ihren letzten großen Erfolg auf der Skipiste erzielte sie im Februar 1948, als sie in St. Anton die Abfahrt des Hannes-Schneider-Pokals gewann und mit einem fünften Platz im Slalom Zweite in der Kombination wurde. Danach zog sie sich vom Skirennsport zurück.
Im Jahr 1950 wanderten Hilde Doleschell und ihr Ehemann mit dem gemeinsamen Sohn nach Kanada in die Nähe Torontos aus. Doleschell war ab 1952 in ihrer neuen Heimat wieder als Tennisspielerin aktiv und stand im folgenden Jahr erstmals im Doppel-Finale der Canadian Championships. 1957 gewann sie das Turnier zusammen mit Louise Brown. 1958 erreichte sie mit Brown noch einmal das Finale und 1961 reichte es für die beiden noch einmal zur Open Championship von Ontario. In den folgenden Jahren zog sich Doleschell auch vom Tennissport immer mehr zurück. Ihr Mann wurde Besitzer einer eigenen Bäckerei, die er zu einer Kette mit 70 Filialen ausbaute, was der Familie finanziellen Wohlstand brachte.
Um 1970 begannen Hilde Doleschell und ihr Ehemann mit der Zucht von Trabrennpferden auf einer 40 Hektar großen Farm in Campbellville, rund 50 Kilometer südwestlich von Toronto in der Nähe der Mohawk Rennbahn, und erwarben sich auch hier einen guten Ruf. Nachdem Ehemann Fritz ca. 1995 starb, führte sie das Gestüt noch viele Jahre gemeinsam mit ihrem 1944 geborenen Sohn Michael, der sich auch Reputation als Filmkritiker erwarb und als Moderator einer Sendung mit klassischer Musik ein Publikum fand. Ihre letzten Jahre verbrachte sie in einem Altersheim, wo sie schließlich im Alter von 98 Jahren verstarb, ohne noch große Anteilnahme einer breiteren Öffentlichkeit zu erfahren. Bis zuletzt blieb der Tierschutz ein wichtiges Anliegen für sie.

## Sportliche Erfolge

### Skisport
Weltmeisterschaften
- Engelberg 1938: 15. Abfahrt, 16. Slalom, 16. Kombination

Siege in FIS-Rennen
- 1941: Abfahrt in Garmisch-Partenkirchen (Deutsche Meisterschaften)
- 1947: Abfahrt in Kitzbühel (Hahnenkammrennen)
- 1948: Abfahrt in St. Anton (Hannes-Schneider-Pokal)

### Tennis
- Deutsche Meisterin im Einzel: 1943
- Österreichische Meisterin im Einzel: 1939, 1941, 1946, 1947, 1948 und 1949 (1940 keine Meisterschaft ausgetragen)
- Siegerin der Canadian Championships im Doppel: 1957

### Hockey
Als Mitglied des Wiener AC
- Österreichische Meisterschaft: 1941 (möglicherweise weitere Meisterschaften)
- Deutsche Meisterschaft: Vizemeisterschaft 1941